# René Grandjean (aviatore)

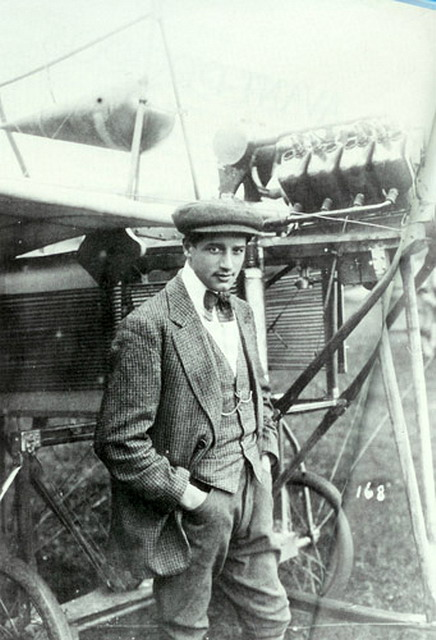
René Grandjean, intorno al 1911.

René Grandjean (Bellerive, 12 novembre 1884 – Losanna, 14 aprile 1963) è stato un aviatore e imprenditore svizzero costruttore di aerei.

## Biografia
Figlio di uno dei segretari del barone Adolph Carl von Rothschild, nel 1890, la sua famiglia si trasferì a Parigi, prima di tornare in Svizzera nel 1896, dove il padre costruì un mulino e una grande segheria.
Nel 1902, a 18 anni, si recò a Parigi dove trovò impiego come autista presso il marchese di Montebello. Nel 1904 tornò in Svizzera per svolgere il servizio militare prima di diventare, un anno dopo, autista del sultano Omar Bey.
Entrò poi nel campo della nascente aviazione costruendo, nella stalla della sua casa a Bellerive, un aereo che venne pilotato per la prima volta da Ernest Failloubaz il 10 maggio 1910. Il 18 giugno 1911, a seguito dell'offerta di un premio, da parte del Consiglio di Stato del Cantone di Vaud, al primo aviatore che avesse realizzato la traversata del lago di Neuchâtel, decise di partecipare con il suo nuovo aereo "Dragonfly" di 500 kg. Il percorso scelto era in linea retta tra Planeyses e Avenches. Dopo il decollo, al centro del lago, il suo motore perse olio, colpi e si fermò, ma con l'aiuto del vento, il Joran, e sfruttando la planata, Grandjean riuscì a portare il suo aereo nelle canne a Delley-Portalban, con un pescatore testimone della sua impresa. Il suo aereo andò distrutto. 
Gli avvenimenti successivi saranno poi i seguenti:
- 14-21 settembre 1910 : raduno a Viry (aereo Grandjean distrutto)
- 8-10 ottobre: raduno a Berna
- 12 ottobre 1910: fine della collaborazione con Failloubaz
- Dübendorf: costruzione del primo aereo a motore svizzero
- 4 dicembre 1911: premio di aviazione dell'Automobile Club de Suisse
- 4-20 febbraio 1912: primo "ski-plane" del mondo
- 4 settembre 1912: Prix Eynard Villeneuve-Genève su idrovolante
- 1914: fece parte dei 12 piloti mobilitati a Berna, entrando in servizio con l'aereo che aveva costruito